# Yusneylys Guzmán
Yusneylys Guzmán (L'Avana, 8 agosto 1996) è una lottatrice cubana, specializzata nella lotta libera.

## Carriera
Vince la prima medaglia a livello internazionale nel 2014 con il bronzo nei 48 kg ai XXII Giochi centramericani e caraibici di Veracruz e quattro anni dopo nell'edizione successiva a Barranquilla, dopo essere passata alla categoria fino ai 50 chilogrammi, conquista l'argento.
Nel 2019 conquista l'oro ai campionati panamericani battendo in finale la statunitense Erin Golston e l'argento ai Giochi panamericani, sconfitta dall'altra americana Whitney Conder.
Torna al successo nel 2023 con le vittorie ai Giochi panamericani di 
Santiago del Cile sconfiggendo in finale l'ecuadoriana Jacqueline Mollocana ed ai Campionati panamericani di Buenos Aires.
Nel 2024 partecipa ai Giochi olimpici di Parigi 2024 dove vince l'argento perdendo in finale contro Sarah Hildebrandt.

## Palmarès
- Giochi olimpici

Parigi 2024: argento nei 50 kg.
- Giochi panamericani

Lima 2019: argento nei 50 kg.
Santiago del Cile 2023: oro nei 50 kg.
- Campionati panamericani

Buenos Aires 2019: oro nei 50 kg.
Buenos Aires 2023: bronzo nei 50 kg.
Monterrey 2025: bronzo nei 50 kg.
- Giochi centramericani e caraibici

Veracruz 2014: bronzo nei 48 kg.
Barranquilla 2018: argento nei 48 kg.
San Salvador 2023: oro nei 48 kg.